# 周纯全
周纯全（1905年10月6日—1985年7月28日），字俊忠，湖北黄安八里湾雷家田村（今红安县）人。中国人民解放军高级将领、中国人民解放军上将。
周纯全早年参加黄麻起义，任红四方面军保卫局局长兼鄂豫皖游击总司令，参与创建鄂豫皖苏区，随后率部参加长征，参与指挥历次红四方面军作战，并担任方面军政治部主任、红三十一军政治委员。抗日战争期间，担任抗日军政大学第一分校校长。随后担任本溪湖煤铁总公司总经理、中共辽南省委副书记、东北野战军后勤部部长、第四野战军后勤部部长等职，负责第四野战军的作战后勤供给。朝鲜战争中，担任东北军区后勤部部长兼中国人民志愿军前勤指挥部指挥员。之后担任中国人民解放军总后勤部第一副部长兼副政治委员。

## 生平

### 早年生涯
周纯全早年就读私塾，后入湖北省立第一模范小学，随后在武昌当学徒，后到汉口惠工织布厂当工人。1923年参加罢工斗争。1925年回黄安做工，从事革命活动。1926年11月加入中国共产党。1927年11月，参加黄麻起义，选为县农民政府委员。1928年任中共京汉铁路南段特委委员和信阳县委书记。1929年11月任中共鄂豫边特委常委。1930年任中共鄂豫皖边特委常委、鄂豫皖省苏维埃政府政治保卫局局长、省工会委员长。1931年7月，任鄂豫皖省苏维埃政府政治保卫局局长，在任上奉张国焘之命逮捕了徐向前的妻子程训宣。后任红四方面军保卫局局长兼鄂豫皖游击总司令，参与创建鄂豫皖苏区和组织指挥地方武装参加反围剿战役。
1932年10月，周纯全调任红四方面军第10师政治委员，随方面军主力向西转移，率部参加了枣阳新集、漫川关战役等。1933年6月，任红四军政治委员，参与创建川陕苏区，并与军长王宏坤率部参加了仪南战役等。1934年10月，任红四方面军政治部副主任、中共川陕省委书记兼川陕游击总司令。
1935年5月，率部参加长征，8月在沙窝会议上被增补为中共第六届中央委员、中央政治局委员，并被任命为红军总政治部副主任。1936年，红一、红四方面军分裂，张国焘先后命其担红四方面军政治部主任、红三十一军政委。红四方面军在抵达陕北后，周纯全入抗日军政大学。

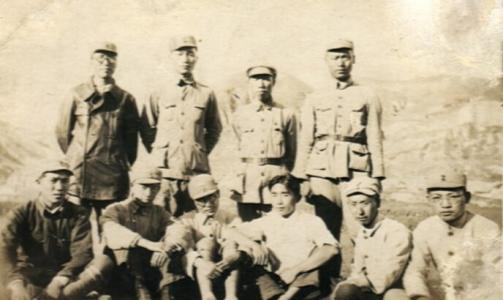
1938年陕北公学部分负责人合影。后排左起：宋侃夫、江隆基、成仿吾、周纯全。

### 抗日战争与国共二次内战

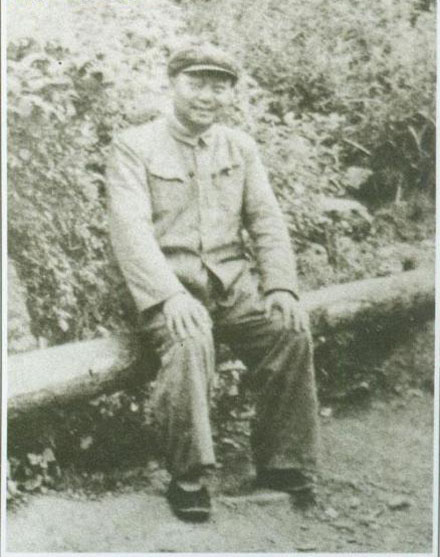
周纯全在朝鲜前线山洞办公室前小憩

抗日战争初期，周纯全担任陕北公学生活指导委员会主任、政治部主任、分校政治部主任等职。1939年，任抗日军政大学第一分校副校长、校长，率三千部队东渡黄河，前往晋东南和山东敌后办学。1943年，先后任滨海行署工商管理局监委、滨海行署副主任兼秘书长等职。
抗日战争结束后，赴东北任本溪湖煤铁总公司总经理。1946年9月，调任辽南行署主任，后兼中共辽南省委副书记，负责后方支援。1947年9月，先后任中共辽南省委副书记，同年担任东北民主联军东线战勤司令部司令员，东北野战军后勤部副部长、第二部长。1949年，担任第四野战军后勤部部长兼中南地区支前司令员，保障辽沈战役、平津战役和野战军南下等兵团作战后勤供给。其间，因在长征途中被弹片打伤的右眼没有得到休养，周纯全的右眼最终失明。

### 中华人民共和国成立后
中华人民共和国成立后，周纯全担任中南军区兼第四野战军后勤部政委，负责海南岛战役后勤工作。1950年12月，到朝鲜前线了解情况，被彭德怀留下负责志愿军后勤。1951年1月5日与彭德怀、洪学智联名致电中央军委、东北军区提出改善志愿军后勤工作的几点建议。1951年1月11日向总后勤部首长汇报了《志愿军供应情况及需解决的问题》，总结了志愿军在前三次战役作战中遇到的困难和后勤工作需要解决的问题：

一是朝鲜太穷、人少，言语不通。因此，在作战供应上不能就地取给，不能完全借助于民。
二是我无空军，而敌空军又凶，阻碍运输供应，损失过大。
三是作战地区经过一番拉锯，敌人也无大批仓库，虽有时消灭了敌人，收复了地方，也得不到东西补充；就是得到东西，敌机也把它全部毁掉，所以我们又不能靠在战斗中缴获补充自己，用以继续作战。因此，困难就大了。
美国军队腐败到极点，残暴到极点。我们艰苦到极点，英勇到极点。前方的生活是白天坐“禁闭”（防空），夜间“罚苦工”（挖工事）。战士们说：一不想回国，二不想回家，三不想老婆，四也不怕死，就是想一个白馍馍。吃不上熟食，吃不上饭是普遍经常的事了。因此，速胜思想在军队与群众都很普遍存在着。

由此，周纯全对志愿军前方后勤工作提出了全面建议并被军委采纳：
- 加强兵站工作，由现有的四个后勤分部通过抽调军的后勤部扩大为六个后勤分部
- 解决兵站线的通信联络问题，包括分部和大站配备无线电台，尽可能的沟通有线电话网，从中南抽出九百辆三枪牌自行车发军后勤作通信联络用
- 解决与保证运输工具问题
- 粮食问题
- 被服问题：解决现有衣服破的问题，部分需重换，大部需发布、发线、发针补。雨布每人都需有一块。日日夜夜都在潮湿地下休息，无有雨衣、油布，对健康有影响。鞋子一月份应每人发一双。
- 油料问题：需准备十二万大桶汽油保证三个月的后勤运输用油。不要油罐，要油桶。
- 军械问题
- 卫生问题：战士体力太削弱了，应研究炒面里营养及补助品。部队休息时病号一定多，如何预防。对朝鲜多发病要做好调查研究工作。
- 新补充之部队一定装备完整再送前方，否则浪费太大
- 水下桥备料
- 给战士解决黄烟吸，研究作法及包装
- 民工问题：请华北组织一万民工去前方，因东北负担过重了。民工必须照战士同样待遇。做夜工应发夜餐粮。病号、伤号同战士一样治疗。鞋子、补衣布等须照战士同样解决。民工政治工作，群众纪律工作，非常重要，必须认真做。
- 前方后勤需两个师的兵力担任押运看守物资任务
- 教育所有入朝人员如何团结朝鲜党及群众，是很大的一个政治问题，这工作做不好，困难更不可想象。首先是防止克服我们老大思想，不要命令行事。建议给朝鲜三十台小吉普车，四千口行军锅，一千匹牲口。

1951年1月22日至30日参加了在沈阳召开的志愿军第一届后勤工作会议，周恩来、聂荣臻、高岗、李富春等出席。1951年2月22日出任东北军区后勤部部长兼中国人民志愿军前勤指挥部指挥员。1951年6月，担任志愿军后勤部政治委员。朝鲜战争后，改任中国人民解放军总后勤部第一副部长兼副政治委员。1955年，任中华人民共和国武装力量监察部第一副部长，授上将军衔，一级八一勋章、一级独立自由勋章和一级解放勋章。
周纯全是第一、二、三届国防委员会委员，第一、二、三届全国人民代表大会常务委员会委员，第四届全国人民代表大会代表，第五届全国政协常委。在中共八大二次会议上被增选为中央监察委员会委员。1985年7月28日在北京去世。